# Шундерова Дача (заказник)
Шу́ндерова Да́ча — ботанічний заказник місцевого значення в Україні. Об'єкт природно-заповідного фонду Хмельницької області.
Розташований у межах Славутської міської громади Шепетівського району Хмельницької області, на захід від міста Славута.
Площа 23,2 га. Статус присвоєно згідно з рішенням обласної ради від 1.11.1996 року № 2. Перебуває у віданні: Шепетівський військовий лісгосп (кв. 3, вид. 5, 7, 8, 14-21, 33, 35).
Статус присвоєно для збереження частини лісового масиву з цінними насадженнями сосни.